# Dendrobium hancockii
Dendrobium hancockii är en orkidéart som beskrevs av Robert Allen Rolfe. Dendrobium hancockii ingår i släktet Dendrobium, och familjen orkidéer. Inga underarter finns listade i Catalogue of Life.